# F. Paul Wilson
Francis Paul Wilson, conosciuto come F. Paul Wilson (Jersey City, 17 maggio 1946), è uno scrittore statunitense specializzato nei generi horror e fantascienza.
Ha usato anche lo pseudonimo di Colin Andrews.

## Biografia
Wilson cominciò a scrivere romanzi già durante il periodo universitario (si laureò in medicina nel 1973), dedicandosi al genere fantascientifico per tutti gli anni settanta. Nel 1981, il suo primo romanzo horror, La fortezza (The Keep), divenne un successo internazionale e fu soggetto di un film omonimo diretto da Michael Mann. Ciò spinse lo scrittore a puntare su questo genere per tutto il resto del decennio. Negli anni novanta Wilson ha prodotto opere di vario genere, destreggiandosi tra temi a lui cari come l'horror e la fantascienza, con puntate nel thriller di ambientazione medica e lavorando anche per la Disney. Insieme a Matthew J. Costello, Wilson ha ideato e sceneggiato FTL Newsfeed, un programma televisivo andato in onda sul canale Sci-Fi Channel dal 1992 al 1996.
Il personaggio più noto ideato da Wilson è il mercenario Jack il riparatore, che fece la sua prima comparsa nel 1984 nel best seller Il sepolcro. Il secondo romanzo con protagonista Jack il riparatore s'intitola Legacies, pubblicato nel 1998, ben quattordici anni dopo la prima avventura del mercenario.
Wilson ha vinto il suo primo Premio Prometheus nel 1979 con il romanzo Wheels Within Wheels; un secondo premio Prometheus se lo è aggiudicato nel 2004 con Sims. La Libertarian Futurist Society ha inserito Wilson nella sua Hall of Fame per gli scritti Healer e An Enemy of the State.

## Opere

### Il ciclo dell'Avversario
- La fortezza (The Keep, 1981), Mondadori, 1991, ISBN 8804348488
- Il sepolcro (The Tomb, 1984), Editrice Nord, 1994, ISBN 8842907847; come Il riparatore, Fanucci, 2013, ISBN 9788834722725
- The Touch (1986)
- L'avvento del male (Reborn, 1990), Mondadori, 1992, ISBN 8804360402
- Vendetta (Reprisal, 1991), Mondadori, 1993, ISBN 8804372583
- Nightworld, 1992, ISBN 0-913165-71-9

### Jack il riparatore
1. Il sepolcro (The Tomb, 1984), Editrice Nord, 1994, ISBN 8842907847; come Il riparatore, Fanucci, 2013, ISBN 9788834722725
2. A Day in the Life (racconto), 1989
3. The Last Rakosh, 1990
4. The Long Way Home (racconto), 1992
5. Home Repairs (racconto), 1996
6. The Wringer (racconto), 1996
7. L'eredità (Legacies, 1998), Chrono - Roma, 2014
8. Conspiracies, 1999
9. All The Rage, 2000
10. Hosts, 2001
11. The Haunted Air, 2002
12. Gateways, 2003
13. Crisscross, 2004
14. Infernal, 2005
15. Harbingers, 2006
16. Interlude at Duane's (racconto), 2006
17. Bloodline, 2007
18. Do-Gooder (racconto in edizione limitata di sole 200 copie), 2007
19. By The Sword, 2008
20. Ground Zero, 2009

### Romanzi incentrati sul giovane Jack il riparatore
1. Secret Histories, 2008
2. Secret Vengeance, 2009
3. Secret Circles, 2009

### LaNague Federation
1. An Enemy of the State, 1980
2. Intrigo interstellare (Wheels Within Wheels, 1978), Mondadori, Urania 790
3. Healer. 1976
4. Dydeetown World, 1989
5. The Tery, 1990
6. LaNague Chronicles, 1992

### Altre opere
- Black Wind, 1988
- Soft and Others, 1989 (raccolta di racconti)
- Sibs, 1991
- Freak Show, 1992 (autore e curatore)
- The Foundation (aka The Select), 1993
- Innesto mortale (Implant, 1995), Sperling & Kupfer, 1997, ISBN 8820022125
- Virgin, 1996 (con lo pseudonimo di Mary Elizabeth Murphy)
- Mirage, 1996 (con Matthew J. Costello)
- Stato di salute (Deep as the Marrow, 1997), Sperling & Kupfer, 2000, ISBN 8820028336
- Nightkill, 1997 (con Steven Spruill)
- Masque, 1998 (con Matthew J. Costello)
- The Barrens and Others, 1998 (raccolta di racconti)
- The Fifth Harmonic, 2003
- Sims, 2003
- Artifact, 2003 (con Kevin J. Anderson, Janet Berlinger e Matthew J. Costello)
- The Christmas Thingy, 2004 (racconto per bambini illustrato da Alan M. Clark)
- Messa di mezzanotte (Midnight Mass, 2004), Gargoyle Books, 2007, ISBN 9788889541142
- The Peabody-Ozymandias Traveling Circus & Oddity Emporium, 2007
- Aftershock and Others, 2009 (raccolta di racconti)